# Bożena Wagner
Bożena Wagner (ur. 1959 w Płocku) – polska śpiewaczka operowa (sopran) i pedagog.
Absolwentka Akademii Muzycznej w Łodzi (1987). Doktor habilitowana (2013), profesor Akademii Muzycznej w Łodzi, gdzie uczy emisji głosu. Uczy również śpiewu solowego w Państwowej Szkole Muzycznej I i II stopnia im. Karola Kurpińskiego w Kutnie.
Finalistka I Konkursu Wokalnego im. Ady Sari w Nowym Sączu (1985). Solistka Teatru Muzycznego w Łodzi (1987-1994). Śpiewała również w Operze Szczecińskiej i Filharmonii Łódzkiej.